# Подмелец
Подмелец (на словенски: Podmelec) е село в Словения, регион Горишка, община Толмин. Според Националната статистическа служба на Република Словения през 2015 г. селото има 87 жители.